# 横川川 (長野県)
横川川（よこかわかわ）は、長野県上伊那郡辰野町を流れる一級河川。

## 地理
中央アルプス（木曽山脈）の経ヶ岳（標高2,296.8m）に源を発し横川渓谷を形成しながら北東に流れる。よこかわ湖（横川ダム湖）を経て東向きに流れを変え、小野川を合流させ南東に進み、辰野町市街地で小横川川を合流させた後、天竜川へ合流する。
よこかわ湖から数百メートル川上の川底に、細長く伸びた岩脈があり、蛇の腹に似ているというので蛇石と呼ばれる。「横川の蛇石」として国の天然記念物に指定されている。河原の石には堆積岩が多い。
長野県は治水・利水のため上流の横川地籍に横川ダムを建設し、1986年に完成させた。

## 流域の自治体
長野県
上伊那郡辰野町